# Hylodes heyeri
Hylodes heyeri es una especie de anfibio de la familia Leptodactylidae.
Es endémica de Brasil.
Sus habitats naturales son: bosques subtropicales o tropicales húmedos de baja altitud, regiones subtropicales o tropicales húmedas de alta altitud, ríos y hábitats subterráneos (excluyendo cavernas).
Está amenazada por pérdida de hábitat.